# 마르세유 (드라마)
《마르세유》(프랑스어: Marseille)는 2016년 5월 5일부터 2018년 2월 23일까지 넷플릭스에서 방영한 텔레비전 드라마이다.

## 출연
- 제라르 드파르디외
- 브누아 마지멜
- 제랄딘 펠라스
- 나디아 파레스
- 나타샤 레니에
- 이폴리트 지라르도